# Young FENIX
Young FENIX is een Belgische welzijnsorganisatie die in 2020 werd opgericht door Khalid El Hatri. De organisatie richt zich op jongeren in maatschappelijk kwetsbare situaties en besteedt aandacht aan thema’s rond mentaal welzijn.

## Geschiedenis en werking
Young FENIX ontstond in maart 2020 tijdens de coronacrisis, als reactie op de stijgende mentale nood bij jongeren. De organisatie richt zich op jongeren en jongvolwassenen tussen 12 en 30 jaar die moeilijk aansluiting vinden bij reguliere hulpverlening. De werking is actief in wijken zoals Borgerhout, Kiel en Linkeroever.
In november 2022 bracht koningin Mathilde een werkbezoek aan Young FENIX in het kader van een campagne rond mentaal welzijn, ter gelegenheid van haar vijftigste verjaardag. Tijdens een wandeling in Tongerlo sprak ze met jongeren en begeleiders over psychisch welzijn en laagdrempelige ondersteuning.

## Straattherapeuten
In 2021 startte Young FENIX met het inzetten van zogenoemde straattherapeuten: professionals uit de wijk die jongeren in hun leefomgeving benaderen.Ze zijn actief op straat, in scholen en op sociale media, en proberen de kloof tussen jongeren en hulpverlening te verkleinen. Het initiatief kreeg media aandacht als vernieuwende benadering binnen de preventieve jeugdhulp.
In september 2023 bracht minister van Volksgezondheid Frank Vandenbroucke een werkbezoek aan de organisatie. Hij noemde de werking van Young FENIX en haar straattherapeuten “een uitstekend voorbeeld van hoe je drempels wegwerkt in de psychologische eerstelijnszorg.”

## Mental Health EXPO
Sinds 2022 organiseert Young FENIX jaarlijks de Mental Health EXPO in samenwerking met cultuurhuis De Roma in Borgerhout. Het evenement bestaat uit panelgesprekken, workshops en artistieke bijdragen rond thema’s zoals mentale gezondheid, herstel en veerkracht
In 2025 vond een jubileumeditie plaats ter gelegenheid van het vijfjarig bestaan van de organisatie.